# Valie Export
Waltraud Lehner, dite Valie Export (souvent écrit en majuscules : VALIE EXPORT) est une artiste autrichienne née en 1940 à Linz.
Artiste engagée, elle réalise à la fois des performances, des vidéos et des photographies conceptuelles. Elle est une pionnière de l'art médiatique. Valie Export vit et travaille à Vienne et à Cologne.

## Biographie

### Famille et formation
Valie Export, à l'état civil Waltraud Lehner, naît en mai 1940 à Linz, dans le nord de l'Autriche, alors que la Seconde Guerre mondiale a éclaté depuis quelques mois.
Son père meurt en 1942 en Afrique. Sa mère élève seule ses trois filles. Elle est tout d'abord scolarisée dans une école religieuse, puis poursuit à l'École des arts et métiers de Linz.

### Parcours artistique
Entre 1955 et 1958, encore étudiante, elle réalise ses premiers autoportraits. De 1960 à 1964, elle étudie à l'Institut fédéral de l'enseignement supérieur et expérimental pour l'industrie textile (Höhere Bundes-Lehr- und Versuchsanstalt für Textilindustrie) dans la section design à Vienne où elle a déménagé. Quand elle s'installe à Vienne, elle s'intéresse aux courants artistiques parmi la jeune génération, et notamment à celui du réalisme fantastique. Elle côtoie des cinéastes expérimentaux, notamment Kurt Kren, ainsi que les actionnistes viennois.

De 1965 à 1968, elle travaille dans l'industrie du cinéma pour Ciné-Film à Vienne. En 1967, elle décide de changer son nom pour devenir « Valie Export » : 

« Changer de nom a été une nécessité absolue pour s'opposer aux règles, au nom du père, à celui du mari, pour s'affranchir de toutes ces choses. Je l'ai conçu comme un acte de rébellion. »

En 1966-1968, elle commence ses travaux dans le contexte de l'Expanded Cinema qui cherche à remettre en cause et à transformer le mode de présentation du film jusqu'alors confiné au dispositif cinématographique traditionnel (salle obscure, spectateur assis et a priori passif, écran + projection...).
De ses recherches naissent des films comme Cutting, Abstract film n°1 ou encore, en 1968, Ping Pong, œuvre où le spectateur cesse d'être un simple consommateur et donc d'être passif : Valie Export lui fournit une raquette de tennis de table et une balle avec laquelle il peut viser des points de l'écran. Ping Pong est récompensé par le prix Maraisiade du film le plus politique au cours du 2nd Maraisiade Junger Film de Vienne.
C'est également à l'occasion de ce festival de cinéma, qu'elle présente son film expérimental Tapp und Tastkino/Touch Cinema, dans lequel elle réunit son propos féministe et son propos actionniste : il s'agit d'une action durant laquelle l'artiste porte sur sa poitrine nue une boîte en carton, mini cinéma : elle se promène et propose aux gens de lui palper les seins. En tant que performeuse, dans cette action, il s'agit pour Valie Export de questionner le rôle de la femme dans le cinéma tout en choisissant de solliciter le toucher du spectateur.

## Analyse de l'œuvre
Son œuvre relaie un discours féministe, mais pas seulement, c'est aussi une recherche, un ensemble d'expériences sur le renouvellement des modes d'expression, et qui la rattachent à l'avant-garde artistique féministe.

## Récompenses et distinctions
- 1990 : City of Vienna Prize for Visual Arts
- 1992 : Austrian Prize for video and media art
- 1995 : Sculpture Award at the Generali Foundation
- 1997 : Gabriele Münter Prize
- 2000 : Oskar Kokoschka Prize
- 2000 : Alfred Kubin Prize Big Price culture of Upper Austria
- 2003 : Gold Medal for services to the City of Vienna
- 2005 : Austrian Decoration for Science and Art[7]
- 2009 : Honorary Doctorate of the University of Arts and Industrial Design Linz
- 2010 : Grand Gold Decoration for Services to the Republic of Austria[8]
- 2019 : Valie Export reçoit le Roswitha Haftmann Prize[9]

## Œuvres
Liste d'œuvres (vidéos, installations, actions et travaux divers) de Valie Export :
1969
- Tonfilm ("film sonore"), expérience bio-technique dans laquelle un amplificateur photoélectriques est implanté dans la glotte
- Genital Panic, performance
- Aktionshose : Genitalpanik, posters

1970
- Split – Reality est projeté à Londres. Il s'agit d'une vidéo dans laquelle on voit l'artiste chanter dans un micro la chanson qu'elle entend dans le casque qu'elle porte mais le spectateur n'entend que le son de la voix de l'artiste. Le concept de cette œuvre date de 1967, elle était alors appelée Videopoème
- Touching. Body Poem", installation vidéo
- Body Sign Action, à Francfort
- Zeitgedicht/ 24 Stunden 24 mal fotografiert ("poème temporel / 24 heures photographiées 24 fois"), photographies conceptuelles

1971
- Eros/ion, présenté à l'Electric Cinema, à Amsterdam entre autres
- Kinderzeichnungen ("dessins d'enfant")

1971-1972
- Interrupted Line, un film sur l'espace et le temps

1972
- Women’s Art. A Manifesto, texte écrit par Valie Export à l'occasion d'une exposition collective avec plusieurs femmes artistes et publié dans Neues Forum, Vienne, 1973.
- Identitäts Transfer ("Transfert d'identités"), cycle photographique

1972-1976
- Création d'images, dessins, films à propos de la représentation d'états mentaux (entre autres Zwangsvorstellung)
- Körperkonfigurationen. Extremitäten des Verhaltens – sichtbare Externalisierungen innerer Zustände durch Konfigurationen des Körpers mit seiner Umgebung, in der Architektur und in der Natur/Body Configurations. Extremities of Behaviour –  Visible Externalisations of Inner States by Configurating the Body with its Environment, Architecture and Nature,
- "Body actions", "Raumsehen und Hören", "Schnitte", présentées à la Biennale de Paris 1975

1973
- ...Remote...Remote..., film
- Man & Woman & Animal, film
- Asemie or the Inability of Expressing Oneself Through Facial Expressions, performance
- Action de l'Expanded Cinema Adjunct Dislocations ; à cette occasion Valie Export fixe deux caméras sur son corps, une sur son dos une sur son ventre et parcourt différents environnements avec des mouvements chorégraphiques
- Schriftzug Wien - Venedig, photographie/littérature

1975
- MAGNA. Feminism: Art and Creativity. An overview of the female sexuality, imagination, projection and problems, suggested by a tableau of objects, images, lectures, discussions, films, videos and actions exposition conçue et organisée par Valie Export à la Galerie nächst St. Stephan à Vienne + premier colloque traitant de ce sujet dans le cadre des 21e International Art Talks

1976
- Unsichtbare Gegner, premier film réalisé par Valie Export, en coopération avec Peter Weibel. Film présenté pour la première fois en 1977 au Festival International du film de Berlin

1977
- Valie Export participe à la Documenta 6 de Cassel

1978
- I (beat (it)), performance

1979
- Menschenfrauen, deuxième film réalisé par Valie Export présenté pour la première fois en 1980 au Festival international du film de Berlin

Années 1980
- Valie Export représente l'Autriche à la Biennale de Venise
- Valie Export est professeur dans différentes universités :
- 1983-91 Université de Wisconsin-Milwaukee
- 1987-88 San Francisco Art Institute, San Francisco State
- 1979 à Brunswick
- 1983/84 à Munich

1982
- Valie Export participe à la 42e Biennale de Venise

1983
- Syntagma

1984
- Die Praxis der Liebe, troisième film de Valie Export, thriller politique présenté en sélection officielle en compétition au Festival international du film de Berlin en 1985[10].
- Kunst mit Eigen-Sinn. Aktuelle Kunst von Frauen ("Art with A Sense of Its Own. Contemporary Artworks from Female Artists", exposition organisée par Valie Export avec Silvia Eiblmayr, Catrin Pichler, Monika Prischle-Maier, Museum of Modern Art, Stiftung Ludwig, Museum of the 20th Century, à Vienne

1987
- Rétrospective de tous les films et les films d'avant-gardes de VALIE EXPORT à Londres

## Expositions (sélection)
- 1997 Split Reality : Valie Export. Museum Moderner Kunst Stiftung Ludwig, 20er Haus, Vienne
- depuis 2002 plusieurs expositions avec la Galerie Charim à Vienne et à Berlin
- 2004 Valie Export, Camden Arts Centre, Londres
- 2004 Valie Export, MAMCO, Genève[11]
- 2007 Valie Export. Centre Georges-Pompidou, Paris
- 2010 Time and Countertime. Palais du Belvédère, Vienne, et Museion, Bolzano
- 2012 Valie Export Archiv. Kunsthaus Bregenz, Brégence
- 2014 Valie Export. Kunsthaus Weiz, Weiz
- 2019 : Expanded Arts, du 23.10.2019 au 12.01.2020, Pavillon populaire, Montpellier